# Eiichi Negishi
Eiichi Negishi (jap. 根岸 英一 Negishi Eiichi; ur. 14 lipca 1935 w Xinjing, zm. 6 czerwca 2021 w Indianapolis) – japoński chemik, przez większość kariery związany z Purdue University. Opisał reakcję znaną obecnie jako reakcja (sprzęganie) Negishiego. Uhonorowany Nagrodą Nobla w dziedzinie chemii w 2010 roku za reakcje sprzęgania przy użyciu katalizatorów palladowych w syntezie organicznej, wspólnie z Richardem Frederickiem Heckiem i Akirą Suzuki.

## Życiorys
Urodził się w 1935 roku w Xinjing, stolicy Mandżukuo (obecnie Changchun w ChRL). Studiował na Uniwersytecie Tokijskim, studia ukończył w 1958 roku. Staż odbył w zakładach Teijin, Ltd. Następnie wyjechał na dalsze studia do Stanów Zjednoczonych i otrzymał tytuł doktora na University of Pennsylvania w 1960. W 1966 rozpoczął staż podoktorski na Purdue University pod kierunkiem Herberta C. Browna, od 1968 jako assistant professor. W 1972 przeniósł się na Syracuse University. W 1979 otrzymał tytuł profesora i w tym samym roku wrócił na Purdue University.
Zmarł 6 czerwca 2021 w Indianapolis, w wieku niespełna 86 lat.

## Dorobek naukowy
Negishi zajmował się chemią organiczną, głównie chemią związków metaloorganicznych. Jest autorem około 300 prac naukowych i wielu patentów.

## Nagrody i wyróżnienia
Niektóre nagrody i wyróżnienia:
- Fulbright–Smith–Mund All Expense Scholarship (1960-1963)
- J. S. Guggenheim Memorial Foundation Fellowship (1987)
- A. R. Day Award (1996)
- The Chemical Society of Japan Award (1997)
- The American Chemical Society Organometallic Chemistry Award (1998)
- Herbert N. McCoy Award (1998)
- Alexander von Humboldt Award (1998–2001)
- Herbert C. Brown Distinguished Professor (1999)
- RSC Sir Edward Frankland Prize Lectureship (2000)
- Nagroda Nobla w dziedzinie chemii (2010)